# Franz Naval

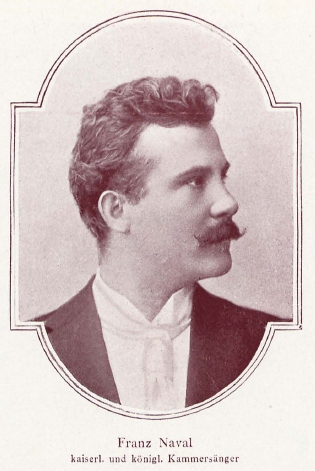
Franz Naval, 1903

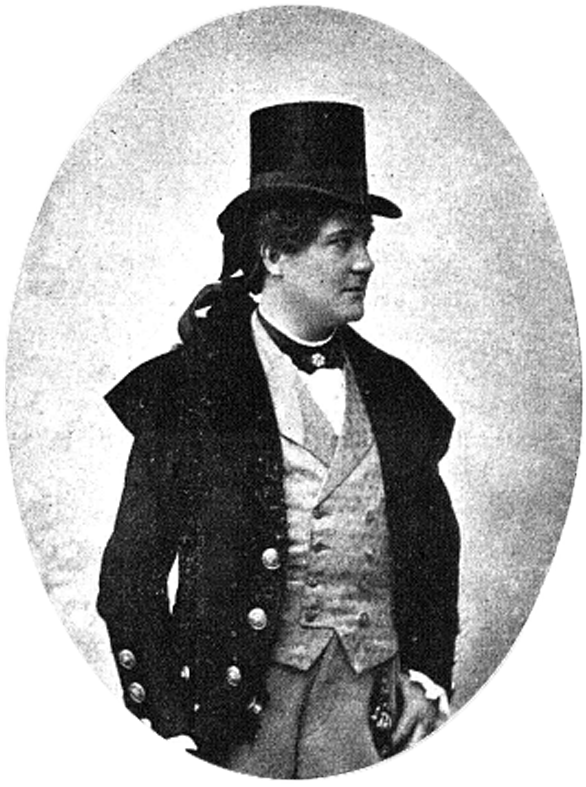
Franz Naval als George Brown in Die weiße Dame (Volksoper Wien, 23. März 1905)

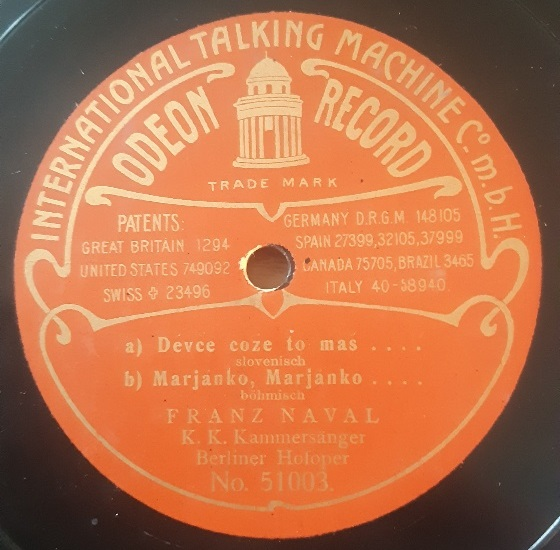
Schallplatte von Franz Naval (Berlin 1906)

Franz Naval, eigentlich Franz Pogačnik (* 20. Oktober 1865 in Laibach, Slowenien; † 9. August 1939 in Wien) war ein österreichischer Opernsänger (Lyrischer Tenor).

## Leben
Der lyrische Tenor erhielt seine Ausbildung zuerst in Laibach, vollendete sie aber bei Josef Gänsbacher in Wien. Sein Debüt feierte der Sänger 1888 am Stadttheater in Frankfurt am Main und sang ab 1895 in Berlin an der Hofoper. 1898 erhielt er ein Engagement an der Wiener Hofoper, die er jedoch infolge eines Zerwürfnisses mit Gustav Mahler 1902 wieder verließ. Vom Wiener Publikum verabschiedete er sich als Richard im Maskenball (1902) bzw. in einem Abschiedskonzert im Musikverein. Noch 1904 wurde Naval als „k.k. Kammersänger, Wien“ tituliert (Grammophon-Aufnahmen aus La Traviata und Manon).
Es folgte 1903/04 – vermutlich veranlasst durch den plötzlichen Tod von Navals Ehefrau Viljemino Rau – eine Saison an der Metropolitan Opera in New York und anschließend eine neuerliche Verpflichtung in Berlin an der Hofoper bzw. ab 1908 der Komischen Oper. Eine besonders innige, offenbar aber problematische Freundschaft verband Franz Naval seit etwa 1892 mit seinem Berliner Impresario Ajo Wiese (1866–1917), die auf der gemeinsamen Reise der beiden in die USA 1903/04 zerbrach.
Franz Naval war in seiner Zeit auch ein bedeutender Liedsänger. Nach dem Ende seiner Sängerlaufbahn lebte er als Gesangspädagoge in Wien.
Seine Grabstätte befindet sich auf dem Evangelischen Friedhof Wien-Simmering (IX, 1, 36).

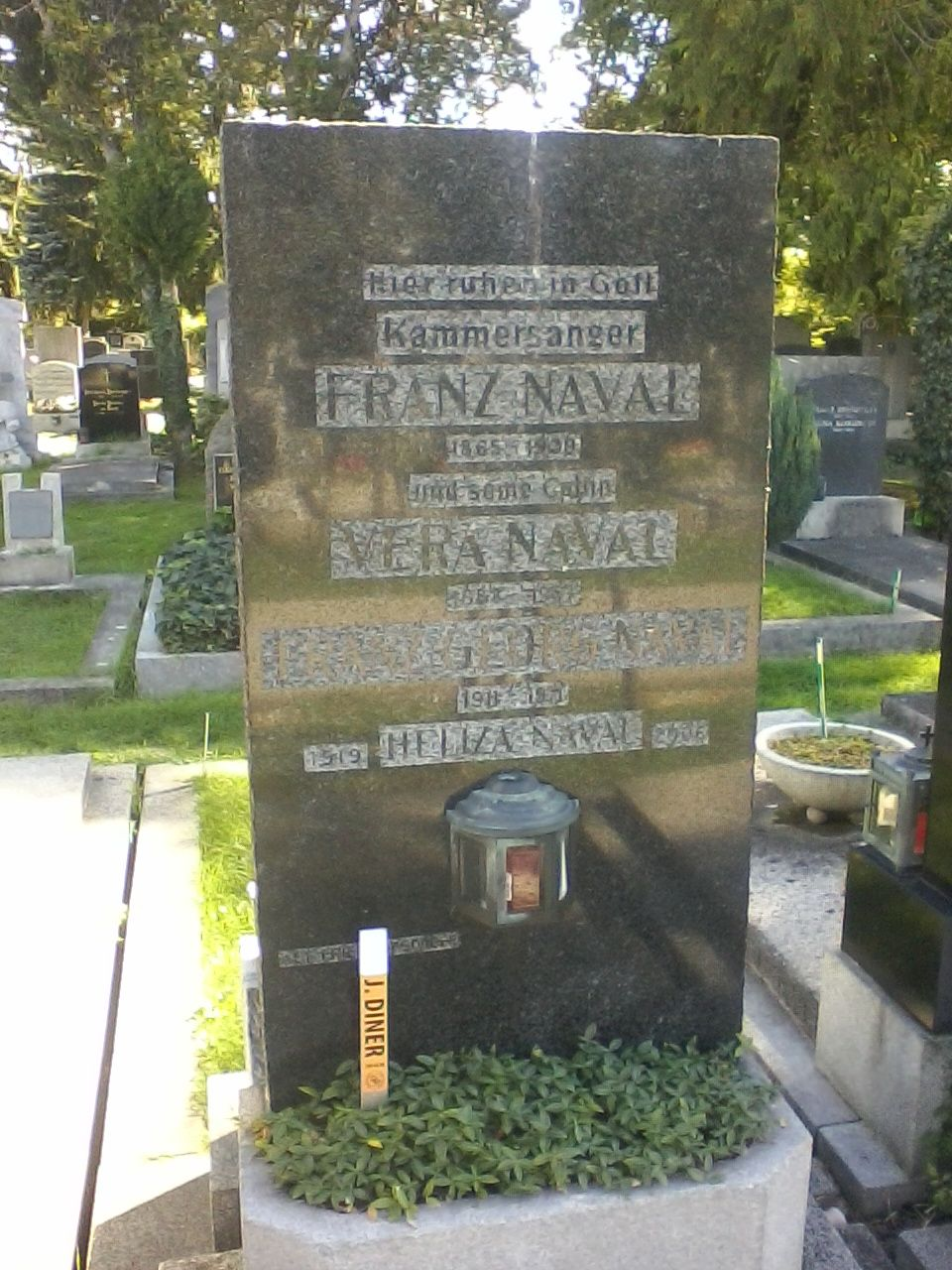
Franz Naval Grabstätte

Erste Aufnahmen auf Berliner Records (Wien 1900–01), dann G&T (Wien 1901–02, Berlin 1905) und schließlich Odeon (Berlin 1906–09, darunter Turiddu in vollständiger „Cavalleria rusticana“ sowie Schuberts vollständiger Liedzyklus „Die schöne Müllerin“).